# 町田市立鶴川第四小学校
町田市立鶴川第四小学校（まちだしりつ つるかわだいよんしょうがっこう）は、東京都町田市鶴川三丁目にある公立小学校である。学内には知的障がい学級（特別支援学級）が存在するほか、1999年には校舎内に小規模型老人福祉施設「デイサービス鶴川」が開設された。
敷地内には国土交通省関東地方整備局京浜河川事務所所管の雨量計（鶴川雨量観測所）が設置されている。
2015年度には、町田市によって学区内の通学路の一部に防犯カメラが5台設置された。
町田市内における生徒数の減少と校舎の老朽化に伴い、2026年に一部通学地域を再編したうえで近隣の鶴川第三小学校と統合し、当校の敷地を利用した新しい小学校が2029年に新設されることが決定している。

## 歴史
- 1971年（昭和46年）4月1日 - 開校
- 1999年（平成11年）4月27日 - 校舎内に小規模型老人福祉施設「デイサービス鶴川」を開設[2]

## 著名な出身者
- 戸羽太 - 政治家
- 溝江明香 - ビーチバレー選手[6]

## 通学区域
- 鶴川
  - 3丁目：全域
  - 3丁目：全域
  - 5丁目：3～8番地、17～18番地
  - 鶴川団地：5-1-13～17号棟、5-3-1～10号棟、5-4-1～15号棟、5-6-1～6号棟
- 広袴
  - 1丁目：全域
  - 2丁目：1～11番地、12番地1、14番地1～22、27～28、30～90、92～95、15番地1～6、17～27
  - 3丁目：1番地1～24、64～74、80、84
- 真光寺
  - 1丁目：全域
  - 2丁目：全域
  - 3丁目：全域
- 真光寺町：全域
- 大蔵町：1610～1614、1632～1633、2746～2760
- 小野路町：2002～2012、2052の3～4

大蔵町および小野路町は2026年度より学区外になる

## 近隣の学校
主な近隣の小学校
町田市立鶴川第一小学校
町田市立鶴川第三小学校
町田市立大蔵小学校
主な進学中学校
町田市立真光寺中学校